# Згонико
Згонико (итал. Sgonico) — коммуна в Италии, располагается в регионе Фриули-Венеция-Джулия, в провинции Триест.
Население составляет 2122 человека (2008 г.), плотность населения составляет 68 чел./км². Занимает площадь 31 км². Почтовый индекс — 34010. Телефонный код — 040.
Покровителем коммуны почитается святой Архангел Михаил, празднование 29 сентября.

## Демография
Динамика населения:

## Администрация коммуны
- Официальный сайт: http://www.comune.sgonico.ts.it/ Архивная копия от 25 ноября 2010 на Wayback Machine